# دره تسکالتسیتلا
دره تسکالتسیتلا (به لاتین: Tskaltsitela Gorge Natural Monument) یک منطقه حفاظت‌شده در گرجستان است که در کوتائیسی واقع شده‌است.